# دولت أباد (دشت روم)
دولت أباد (بالفارسية: دولت‌آباد) هي قرية تقع في إيران في قسم دشت روم الريفي. يقدر عدد سكانها بـ 183 نسمة .